# Oecetis kolobota
Oecetis kolobota är en nattsländeart som beskrevs av Arturs Neboiss 1989. Oecetis kolobota ingår i släktet Oecetis och familjen långhornssländor. Inga underarter finns listade i Catalogue of Life.